# Jerónimo de Ustáriz y Tovar
Jerónimo Enrique de Uztáriz y Tovar (Caracas, 23 de julio de 1735 - Sevilla, 27 de septiembre de 1809), II marqués de Uztáriz, fue un noble y político español, tutor de Simón Bolívar a quién acogió en su palacio de Madrid.

## Biografía
Fue hijo de Luis Jerónimo Ustáriz y Azuara y de Melchora María Tovar y Mijares de Solórzano y nieto del economista Gerónimo de Uztáriz. Desempeñó diversos cargos de importancia a lo largo de su vida, fue intendente de Córdoba (España), intendente de Extremadura entre 1770 y 1793, asistente de Sevilla entre 1793 y 1795 y ministro del Supremo Consejo de la Guerra. Tras la invasión de España por las tropas de Napoléón Bonaparte, fue destinado de nuevo a Sevilla en 1809 como Asistente en Comisión, sin embargo ya se encontraba enfermo, falleciendo poco después.